# Mangifera casturi
Mangifera casturi (também chamada de Manga Kalimantan ou kasturi) é uma espécie de planta da família Anacardiaceae.
Era endémica de Kalimantan, uma região de Bornéu, na Indonésia, e actualmente está considerada como extinta na natureza.